# Baixa Pombalina
Parte baja (en portugués, baixa) de la ciudad de Lisboa, Portugal, situada entre el Barrio Alto y el Barrio de la Alfama. La denominación Pombalina hace referencia al marqués de Pombal, que reconstruyó la ciudad tras el terremoto de Lisboa.
Con una superficie de unas 255 hectáreas, se encuentra entre Terreiro do Paço, junto al río Tajo, Rossio y Praça da Figueira, y longitudinalmente entre Cais do Sodré, Chiado y Carmo, por un lado, y la Catedral y la colina de Castelo de São Jorge, por el otro.
La Baixa está totalmente integrada en el territorio de la parroquia de Santa Maria Maior.

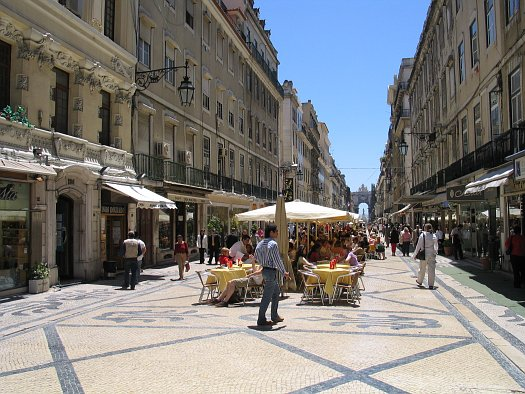
Calle Augusta, en Lisboa.

- Datos: Q804032
- Multimedia: Baixa Pombalina / Q804032